# Dory Cei
Dory Cei (Milano, 17 novembre 1915 – Firenze, 3 febbraio 1988) è stata un'attrice italiana.

## Biografia
Figlia di un avvocato e di Luisa Cei, una delle regine del teatro dell'Ottocento da cui prese il cognome, e sorella minore di Pina Cei, anche lei attrice.
Enfant-prodige in molti film e in varie importanti Compagnie (Emma Gramatica, Guido Salvini, Ermete Zacconi) per rappresentazioni quali: Casa di bambola di Ibsen; La Gioconda; La morte civile; Kean. Iniziò a 14 anni l'attività continuativa di professionista, svolta in queste compagnie:
- 1929 Giulio Tempesti (attrice giovane)
- 1930 Pettinelli-Sperani-Riccione (attrice giovane)
- 1931/33 Teatro stabile di Livorno (attrice giovane) e Raffaello Niccoli (prima donna)
- 1934 Casilini-Paternò-De Cristoforo (attrice giovane)
- 1935 Epifani-Gondrano-Trucchi-Lotte-Menas (2a soubrette)
- 1936 Raffaello Niccòli (prima donna)
- 1937/40 Teatro sperimentale di Firenze: Compagnia Nazionale dei GUF diretta da Giorgio Venturini (prima donna)
- 1937/40 Maggio Musicale Fiorentino (attrice giovane) in La figlia di Jorio, La strega ed altre. Carro di Tespi (prima donna in Le smanie per la villeggiatura di Carlo Goldoni). Luigi Carini (attrice giovane)
- 1941 Mario Siletti-Cesare Bettarini-Pina Cei (attrice giovane); stagione estiva: Carro di Tespi in Sardegna (prima donna)
- 1942 Maria Melato (attrice giovane).
- 1943 Raffaello Niccoli (prima donna).
- 1944/46 Radio Firenze (prima donna - scrittura fissa).
- 1947/51 Radio Firenze (prima donna – a cachet), con Elsa Merlini (seconda donna); con la propria Compagnia.
- 1952/57 Peppino De Filippo (caratterista - tournée in Italia e nell'America Latina)
- 1958 RAI Roma e Napoli (caratterista); costituzione Scuola di recitazione (direttrice), costituzione propria Compagnia (direzione e regista), organizzazione teatro stabile Cupolone (direzione e gestione).
- 1959/66 organizzazione, direzione e gestione del Teatro Amicizia; ha scritto quattro commedie in vernacolo fiorentino; elaborazione di una pochade francese; RAI: scrittura a Roma e Napoli; Tournée con Peppino De Filippo a Parigi e Londra.
- 1965 Organizzazione, direzione e gestione Teatro estivo Bellariva (per varie stagioni estive); ha scritto due commedie in vernacolo fiorentino, elaborazione di una pochade francese.
- 1966 ha creato il “mio teatro” in Via Gianpaolo Orsini a Firenze (attuale Affratellamento) per dirigerlo e gestirlo con la propria Compagnia; inaugurato il 29 ottobre 1966, dopo aver eseguito cinque recite de “La Presidentessa” di Hennequin, il 4 novembre dello stesso anno l'alluvione lo distrusse completamente (l'acqua dell'Arno arrivò, in sala, all'altezza di quattro metri e mezzo).
- 1967/70 Attività con la sua Compagnia al teatro Africo; scritte due commedie: in vernacolo fiorentino e in italiano.
- 1971 Elaborazione di due classici: I Menecmi di Plauto ed Il Marescalco di Pietro Aretino
- 1972 ha scritto una commedia in vernacolo fiorentino.
- 1973 tournée a Londra come caratterista con Peppino De Filippo; tournée in Toscana con la propria Compagnia.
- 1975 ha scritto una commedia in vernacolo fiorentino.
- 1977 Propria Compagnia tournée in Toscana; ha scritto una commedia in vernacolo fiorentino ed una in italiano.
- 1978/81 Organizzazione Direzione Gestione Teatro estivo “L'altro modo”; ha scritto una commedia in vernacolo fiorentino ed una del genere giallo in italiano, elaborazione di un classico comico inglese; collaborazione con la RAI Televisione a Roma.
- 1982/86 ha creato, diretto e gestito il Teatro Nuovo di Firenze; ha scritto due commedie in vernacolo fiorentino e due in italiano: genere giallo e comico.
- La stagione 1986/87 non ebbe luogo a causa della sospesa attività dovuta all'adeguamento del Teatro Nuovo alla nuova legge sulle norme di sicurezza antincendio.
- 1987 ha scritto una commedia in vernacolo fiorentino.

## Prosa teatrale
Produzione teatrale:
- 1960 Barroccini di via dell'Ariento (vernacolo)
- 1960 Nonne squillo (vernacolo)
- 1961 Fred e Paolo ragazze in gamba (13 e mezzo ragazze in gamba) (vernacolo)
- 1963 I' bisnonno Garibaldo (vernacolo)
- 1964 La casa co' i' tetto che scotta (vernacolo) in collaborazione con Rino Benini
- 1964 Niente di dazio? elaborazione Hennequin e Weber
- 1965 Fiorentini a Viareggio (vernacolo) in collaborazione con Mario Marotta
- 1965 La dame de chez Maxim elaborazione Georges Feydeau
- 1968 Leonida guerriera fiorentina (grazie gatto) (vernacolo) in collaborazione con Silvano Nelli
- 1969 Ho sposato sette donne
- 1971 Il Marescalco elaborazione Pietro Aretino
- 1972 I Menecmi di Plauto
- 1972 Una di quelle (vernacolo) in collaborazione con Mario Marotta
- 1975 Travolti da un insolito destino per colpa d'un grillo canterino (vernacolo)
- 1977 Pensione tranquillità (vernacolo) in collaborazione con Mario Marotta
- 1977 La signorina Stella
- 1978 La zia di Carlo elaborazione Thomas Brandon
- 1978 Talmina colf a ore (vernacolo)
- 1978 L'assassino è fra il pubblico
- 1984 Donche, Olinto consumi o non consumi? (vernacolo) collaborazione con Mario Marotta
- 1985 Il fantasma di Lady Vittoria
- 1985 Agenzia matrimoniale
- 1986 I' bisnonno Garibaldo si sposa (vernacolo)
- 1987 Questo matrimonio non s'ha da fare (vernacolo)

Regie curate da Dory Cei:
- 1947 Zazà Berton e Simon, L'amante della signora Vidal (Verneuil), La damigella di Bard (Gotta)
- 1948 La tredicesima sedia (Bayard), Incantesimo (Barry), Il diavolo in casa (Stianti Zeti e Nelli), La signora delle camelie (Dumas figlio), l'Ippocampo Pugliese (Odetta Sardou)
- 1949 Le piccole volpi (Helmann), Il padrone delle ferriere (Ohnet), L'uomo che sorride (Bonelli), Viaggio verso l'ignoto (Sutton), Il processo di Mary Dugan (Baillard/Veiller)
- 1950 Mi sono sposato (Zorzi), La casa paterna (Sudermann), L'importanza di chiamarsi Ernesto (Wilde), Il passerotto (Lopez)
- 1951 Florette e Patapon (Hennequin/Weber), Week-end (Coward), La vita degli altri (Zorzi), Trenta secondi d'amore (De Benedetti), La maestrina (Niccodemi)
- 1958 Gli agnellini mangiano l'edera (Langley), Esami di maturità (Fodor), La zia di Carlo (Brandon), L'Acqua Cheta (Novelli)
- 1959 I nostri cari bambini (Manzari), 77 lodole e un marito (Bucciolini), Ragazze da marito (Bucciolini), Babbo cambia moglie (Faini)
- 1960 Il gatto in cantina (Vitali), La buca della fortuna (Froncillo), Fine mese (Riccora), Giocondo zappaterra (Bucciolini), Romanticismo (Rovetta), La presidentessa (Hennequin), Il piacere dell'onestà (Pirandello), Le smanie per la villeggiatura (Goldoni), La Tancia (Buonarroti), Ci sono già stato (Priestley)
- 1961 Il diavolo in sacrestia (Melani), Nonne squillo (Cei), Scampolo (Niccodemi), Il vampiro galante (Caglieri), Barroccini di via dell'Ariento (Cei)
- 1962 Così è se vi pare (Pirandello), La dama bianca (Zorzi), La voce nella tempesta (Bronte), Giorni felici, Addio giovinezza (Camasio e Oxilia), La mandragola (Machiavelli)
- 1963 Bambine e cavalloni (Bucciolini), Armida la giaguara (Marotta), Camillo ragazzo squillo (Fontani), 13 e mezzo ragazze in gamba (Cei), Donne brutte (Saitta), La lettera di mammà (Peppino De Filippo), La fiaccola sotto il moggio (D'Annunzio)
- 1964 I' bisnonno Garibaldo (Cei), Il gastigamatti (Svetoni), La casa co' i' tetto che scotta (Cei e Benini), Pollo freddo (Novelli), L'anconetana (Beolco-Ruzzante)
- 1965 Niente di dazio? (Hennequin/Weber), Le pillole d'Ercole (Hennequin/Bilhaud), Brigata Firenze (Vitali), L'altro figlio (Pirandello), Il berretto a sonagli (Pirandello)
- 1966 Vecchi peccati (Svetoni), La dame de chez Maxim (Feydeau),Le campane di San Lucio (Forzano), Fiorentini a Viareggio (Cei/Marotta)
- 1967 Trittico (Caglieri), Quando la pera è matura (Novelli), La mano sulla coscienza (Caglieri), Vole pensione? (Scotti e Catani)
- 1968 Leonida guerriera fiorentina (Cei/Nelli)
- 1969 La nemica (Niccodemi)
- 1970 Ho sposato sette donne (Cei)
- 1971 Il Marescalco (Aretino)
- 1972 I Menecmi di Plauto, Una di quelle (Cei/Marotta)
- 1973 Come si rapina una banca (Fayad)
- 1975 Travolti da un insolito destino per colpa d'un grillo canterino (Cei)
- 1977 Pensione tranquillità (Cei/Marotta)
- 1978 L'assassino è fra il pubblico (Cei)
- 1979 La signorina Stella (Cei), Talmina colf a ore (Cei)
- 1982 Morino (Carbocci)
- 1984 Donche, Olinto consumi o non consumi? (Cei/Marotta), Tristi amori (Giacosa)
- 1985 Il fantasma di Lady Vittoria (Cei)
- 1986 Agenzia matrimoniale (Cei)

Repertorio eseguito dalle Compagnie Dory Cei:
- Dal 1947 al 1951, in tournée in Toscana: Zazà - L'amante della signora Vidal - La tredicesima sedia- Incantesimo - L'Ippocampo - Il diavolo in casa Stianti - La signora delle camelie - Le piccole volpi - Il padrone delle ferriere - 1'uomo che sorride - Viaggio verso l'ignoto - Il processo di Mary Dugan - Mi sono sposato - La casa paterna - L'importanza di chiamarsi Ernesto - Week-end - Il passerotto - Florette e Patapon - La vita degli altri - 30 secondi d'amore - La maestrina - La damigella di Bard - Odetta.
- Stagione 1958/1959 al Teatro il Cupolone: Gli agnellini mangiano l'edera - Esami di maturità - La zia di Carlo - L'acqua cheta - I nostri cari bambini - 77 lodole e un marito - Ragazze da marito - Il processo di Mary Dugan - Babbo cambia moglie.
- Stagione 1959/1960 al Piccolo Teatro Amicizia: La Tancia - 30 secondi d'amore - I nostri cari bambini- Gatto in cantina - Esami di maturità - La buca della fortuna - La scoperta dell'America - La presidentessa - Fine mese - La zia di Carlo - Il piacere dell'onestà - Babbo cambia moglie - Il monumento alla sora Rosa.
- Stagione 1960/1961 al Piccolo Teatro Amicizia: Giocondo zappaterra - Romanticismo - Il diavolo in sacrestia - Scampolo- Le smanie per la villeggiatura - Ragazze da marito - Nonne squillo - Acqua cheta - Il vampiro galante - Barroccini di via dell'Ariento - Ci sono già stato.
- Stagione 1961/62 al Piccolo Teatro Amicizia: Il processo di Mary Dugan - 77 lodole e un marito - Così è se vi pare - La dama bianca - Barroccini di via dell'Ariento - I nostri cari bambini - I3 e mezzo ragazze in gamba - La voce nella tempesta - Il gatto in cantina - Giorni felici.
- Stagione 1962/63 al Piccolo Teatro Amicizia: La mandragola - Il diavolo in sacrestia - Addio giovinezza - Donne brutte - Barroccini di via dell'Ariento - Bambine e cavalloni - Armida la giaguara - Camillo ragazzo squillo - 13 e mezzo ragazze in gamba.
- Stagione 1963/64 al Piccolo Teatro Amicizia: La lettera di mammà - La fiaccola sotto il moggio - La mandragola - I' bisnonno Garibaldo - Il gastigamatti - Ragazze da marito - La presidentessa - La casa co' i' tetto che scotta.
- Stagione 1964/65 al Piccolo Teatro Amicizia: L'anconetana - Pollo freddo - Il gatto in cantina - Niente di dazio? - Barroccini di via dell'Ariento - La zia di Carlo - Le pillole d'Ercole - 13 e mezzo ragazze in gamba - Il diavolo in sacrestia.
- 1965 al Teatro estivo di Bellariva: Il gatto in cantina - 13 e mezzo ragazze in gamba - Il diavolo in sacrestia - Barroccini di via dell'Ariento - Ragazze da marito - I' bisnonno Garibaldo - La casa co' i' tetto che scotta.
- Stagione 1965/66 al Piccolo Teatro Amicizia: Brigata Firenze - L'altro figlio - Il berretto a sonagli - Vecchi peccati - La dame de chez Maxim - Le campane di San Lucio - I' bisnonno Garibaldo - Fiorentini a Viareggio.
- 1966 al Teatro estivo di Bellariva: La mandragola - Fiorentini a Viareggio - Vecchi peccati - I nostri cari bambini - I' bisnonno Garibaldo.
- Stagione 1966/67 al Mio Teatro: La presidentessa - interruzione dopo sei giorni per distruzione a causa alluvione di firenze del 4 novembre 1966.
- Stagione 1967/68 nei Teatri Amicizia e Affrico: Trittico - Quando la pera è matura - La mano sulla coscienza - Vole pensione? - I' bisnonno Garibaldo - Vecchi peccati.
- Stagione 1968/69 al Teatro Affrico: Barroccini di via dell'Ariento - Le campane di San Lucio - Nonne squillo - Fiorentini a Viareggio - I nostri cari bambini - I' bisnonno Garibaldo - Leonida guerriera fiorentina.
- Stagione 1969/70 al Teatro Affrico: La presidentessa - Il gastigamatti - La nemica - Ho sposato sette donne - 13 e mezzo ragazze in gamba.
- 1970 al Teatro estivo di Bellariva: Il gastigamatti - Nonne squillo - Ho sposato sette donne - Leonida guerriera fiorentina.
- 1971 al Teatro estivo di Bellariva: Il Marescalco - Le campane di San Lucio - Il berretto a sonagli. Barroccini di via dell'Ariento.
- 1972 al Teatro estivo di Bellariva: I Menecmi - La fiaccola sotto il moggio - Una di quelle.
- 1973 al Teatro estivo di Bellariva: Fiorentini a Viareggio - Come si rapina una banca.
- 1973 tournée estiva a Scarperia, Prato e Massa: Il berretto a sonagli - Fiorentini a Viareggio
- 1974 al Teatro estivo di Bellariva: Fred e Paolo ragazze in gamba - Barroccini di via dell'Ariento - Una di quelle.
- 1975 al Teatro estivo di Bellariva: Travolti da un insolito destino per colpa d' un grillo canterino - Nonne squillo.
- Stagione 1977/78 in tournée in Toscana: Fiorentini a Viareggio - Pensione tranquillità.
- 1978 al Teatro estivo L'altro modo: Travolti da un insolito destino per colpa d'un grillo canterino - L'assassino è fra il pubblico.
- Stagione 1978/79 al Teatro San Gallo: La zia di Carlo - Barroccini di via dell'Ariento - La signorina Stella - Talmina colf a ore.
- 1979 al Teatro estivo L'altro modo: I' bisnonno Garibaldo - Barroccini di via dell'Ariento - La zia di Carlo.
- 1980 al Teatro estivo L'altro modo: Nonne squillo - Leonida guerriera fiorentina.
- 1981 al Teatro estivo L'altro modo: Fred e Paolo ragazze in gamba - Barroccini di via dell'Ariento - Una di quelle.
- Stagione 1981/1982 al Teatro Nuovo: Fiorentini a Viareggio - Pensione tranquillità - Una di quelle - Barroccini di via dell'Ariento.
- Stagione 1982/1983 al Teatro Nuovo: L'acqua cheta - I' bisnonno Garibaldo - Morino - La dame de chez Maxim - La zia di Carlo - La signorina Stella - Talmina colf a ore - Gastigamatti.
- Stagione 1983/84 al Teatro Nuovo: Nonne squillo - L'assassino è fra il pubblico - Fred e Paolo ragazze in gamba - Donche, Olinto consumi o non consumi? - Leonida guerriera fiorentina - Tristi amori.
- Stagione 1984/85 al Teatro Nuovo: Ho sposato sette donne - La nemica - La lettera di mammà - Scampolo - Travolti da un insolito destino per colpa d'un grillo canterino - Barroccini di via dell'Ariento.
- Stagione 1985/86 al Teatro Nuovo: Le campane di San Lucio - Il fantasma di Lady Vittoria - Agenzia matrimoniale -  Fiorentini a Viareggio - Pensione tranquillità - Donche, Olinto consumi o non consumi?.

## Premi
- 1963 Festival International Theatre des Nations, Parigi: 1º Premio con la Compagnia Peppino De Filippo in “Le Metamorfosi di un suonatore ambulante” con il personaggio de la tata – Caratterista.
- 1971 A.N.B.I.M.A. Toscana: Premio Maschera d'Oro unita alla lira musicale con “Il Marescalco” di Pietro Aretino e “Il berretto a sonagli” di Luigi Pirandello con la sua Compagnia.
- 1972 Oscar Fiorentino COFAT. Premio il Perseo d'Oro come attrice, regista e autrice.
- 1973 Festival Internazionale del Teatro, Londra: nomination con la Compagnia Peppino De Filippo in “Le Metamorfosi di un suonatore ambulante” con il personaggio de la tata (caratterista).
- 1983 F.I.D.A.P.A.: Premio Medaglia “Toscani nel Mondo”
- 1985 Araldica Accademia Internazionale Il Marzocco: Medaglia d'Oro con titolo di Accademica d'Onore
- 1986 Accademia Internazionale Le Muse: Titolo di Accademica per il Teatro
- 1994-95 Associazione Firenze Promuove con il Comune di Firenze: celebrazioni in varie sedi di Firenze con video proiezioni commedie da lei interpretate.
- 2006 VIII Festival del Cinema, Teatro e Televisione di Villa Basilica (LU): Premio “Giulia Ammannati” alla Memoria.